# Puchar Świata Siłaczy 2006: Mińsk
Puchar Świata Siłaczy 2006: Mińsk – trzecie w 2006 r. zawody
siłaczy z cyklu Pucharu Świata Siłaczy.
Data: 17 czerwca 2006 r.

Miejsce: Mińsk  Białoruś
Konkurencje:
WYNIKI ZAWODÓW:
| Miejsce | Zawodnik             | Kraj              | Punkty |
| ------- | -------------------- | ----------------- | ------ |
| 1.      | Mariusz Pudzianowski | Polska            | 71,5   |
| 2.      | Raivis Vidzis        | Łotwa             | 57,5   |
| 3.      | Elbrus Nigmatullin   | Rosja             | 52     |
| 4.      | Antanas Abrutis      | Litwa             | 42     |
| 5.      | Arild Haugen         | Norwegia          | 39     |
| 5.      | Jesse Marunde        | Stany Zjednoczone | 39     |
| 7.      | Tarmo Mitt           | Estonia           | 33     |
| 8.      | Dmitrij Kononiec     | Rosja             | 32     |
| 9.      | Ralf Ber             | Austria           | 30     |
| 10.     | Terry Hollands       | Anglia            | 27     |
| 11.     | Rolands Gulbis       | Łotwa             | 25,5   |
| 12.     | Siarhiej Riumin      | Białoruś          | 18,5   |